# Gerben Gerbrandy
Gerben (Germ) Gerbrandy (Hommerts, 27 juli 1952) is een Nederlands politicus van de FNP en de OSF. Van 11 juni 2019 tot 15 januari 2021 was hij lid van de Eerste Kamer der Staten-Generaal. Van 14 januari 2013 tot 7 februari 2019 was hij burgemeester van Achtkarspelen.

## Biografie
Gerbrandy is een boerenzoon. Hij ging naar de mulo en de havo en volgde een lerarenopleiding waar hij een Akte N XXI (land- en tuinbouw) behaalde. Voordat hij de politiek in ging was hij docent biologie, natuurkunde en scheikunde. Hij was als zodanig werkzaam in Rozenburg, Winterswijk, Drachten en Waskemeer. Verder heeft hij ook nog een jaar gewerkt op een kibboets in Israël.
In 1998 werd Gerbrandy wethouder van Wymbritseradeel wat hij zou blijven tot die gemeente op 1 januari 2011 opging in de gemeente Súdwest-Fryslân. Vanaf die datum was hij gemeenteraadslid en fractievoorzitter in die fusiegemeente. Halverwege januari 2013 werd Gerbrandy benoemd tot burgemeester van Achtkarspelen. Hij had bekendgemaakt na zijn termijn van zes jaar met pensioen te gaan. Met ingang van februari 2019 werd Oebele Brouwer benoemd tot burgemeester van Achtkarspelen; Gerbrandy bleef nog bijna een maand aan als waarnemend burgemeester.
Op 23 maart 2019 werd Gerbrandy door de ledenraad van de OSF (een platform van onafhankelijke provinciale partijen, waarvan de FNP deel uitmaakt) benoemd tot lijsttrekker voor de Eerste Kamerverkiezingen van 2019. In juni 2019 werd hij lid van de Eerste Kamer der Staten-Generaal en fractievoorzitter (eenmansfractie) voor de OSF. Op 15 januari 2021 verliet hij de Eerste Kamer. Op 19 januari 2021 werd hij in de Eerste Kamer opgevolgd door Ton Raven.
In april 2019 werd Gerbrandy benoemd tot Ridder in de Orde van Oranje Nassau. Gerbrandy is president-commissaris van de N.V. Fryslân Miljeu, president-commissaris van De Coöperatie DFMopGlas en bestuursvoorzitter van de Freonen fan Fossylfrij Fryslân.
- Parlement.com: vkx6f9dqlcqr